# Символи префектури Нара

## Символи префектури
|         |  |  |        |
| Емблема |  |  | Прапор |

- Емблема префектури

Емблема префектури Нара — стилізоване зображення знаку ナ (на) силабічної японської абетки катакана, з якого починається слово «Нара» (ナラ), назва префектури. Зовнішнє коло знаку символізує багату природу Ямато, а внутрішнє коло — дух гармонії та співпраці. Горизонтальна вісь, що пронизує ці два кола, уособлює розвиток Нари. Цей префектурний символ був затверджений 1968 року префектурною ухвалою. Інколи емблема префектури називається «префектурним гербом».
- Знак-символ префектури

Окремий знак-символ префектури Нари відсутній. Зазвичай, емблема використовується як знак-символ префектури.
- Прапор префектури

Положення про прапор префектури Нари були затверджені разом із емблемою префектури 1968 року. Згідно з ним, співвідношення сторін прапора дорівнює 2 до 3. У центрі розміщується емблема префектури, яка дорівнює 3/5 висоти полотнища. Колір прапора — білий, а емблеми — саппановий.
- Дерево префектури

Криптомерія японська (Cryptomeria japonica) — типове дерево гористого півдня Нари. 1966 року воно було обрано деревом префектури шляхом голосування поміж горлюхи, сливи, сакури і клена.
- Квітка префектури

Квітка-символ префектури Нари — нарська пишноцвітна сакура (Prunus verecunda 'Antiqua'). Це штучний сорт японської вишні, який характеризується великою кількістю малих квітів. Нарська сакура розцвітає пізніше інших сакур, у останній декаді квітня — першій декаді травня. Її квіти оспівані в японській класичні поезії, в «Манйосю». З 1968 року сакуру було затверджено квіткою префектури.
- Птах префектури

Птахом-символом Нари є японська зорянка (Erithacus akahige). За своє яскраве руде пір'я голови її часто називають «червоноборідкою» — акахіґе. Це літній птах невеликого зросту, якого можна зустріти у всіх районах префектури. Зорянку було обрано птахом префектури у 1966 році шляхом голосування жителів Нари.